# Stadtbibliothek Chișinău
Die Biblioteca Municipala Bogdan Petriceicu Hasdeu ist die 1944 gegründete Stadtbibliothek der moldauischen Stadt Chișinău. 1997 waren insgesamt 1,7 Millionen Bände vorhanden, 314 Angestellte arbeiteten in 14 Zweigstellen. Von 1990 bis 1992 wurden insgesamt fünf Teilbibliotheken eröffnet, die in Zusammenarbeit mit den jeweiligen Herkunftsländern ukrainische, jiddische, bulgarische, russische und gagausische Literatur bereitstellen. 1998 wurden mehr als 1600 Ausstellungen durchgeführt.
Das Budget für Literaturbeschaffung lag 1999 bei einer Million Lei. Nur 30 % der Anschaffungen können aus eigenen Haushaltsmitteln getätigt werden, der Rest wird aus (hauptsächlich rumänischen) Spenden finanziert. Diese Praxis führt zu einem geringen Bestand an Spezialliteratur und macht den Aufbau von Sammlungen schwierig.
Die Bibliothek baute von 1995 bis 1997 das „Zentrum für Dokumentation und Information Chisinau“ (CDI) auf, welches die Informationen über Chișinău bibliographisch zusammenstellt und beispielsweise eine jährliche Bibliographie der Stadt herausgibt. Diese Praxis wurde von anderen öffentlichen Bibliotheken Moldaus übernommen.
Die Bibliothek beherbergt einen Lesesaal des Goethe-Institutes.